# Mollina
Mollina – gmina w Hiszpanii, w prowincji Malaga, w Andaluzji, o powierzchni 74,56 km². W 2011 roku gmina liczyła 5239 mieszkańców.